# Marcel Kars
Marcel Kars (* 20. April 1977 in Toronto, Ontario) ist ein kanadisch-niederländischer Eishockeyspieler, der seit 2016 erneut bei den Amstel Tijgers Amsterdam unter Vertrag steht und mit dem Klub in der neugegründeten belgisch-niederländischen BeNe League spielt.

## Karriere
Marcel Kars, der als Sohn niederländischer Auswanderer in Toronto geboren wurde und aufwuchs, begann seine Karriere als Eishockeyspieler bei den Barrie Colts, für die er in der Saison 1996/97 in der kanadischen Juniorenliga Ontario Hockey League aktiv war. Anschließend besuchte er vier Jahre lang die University of Guelph, für deren Eishockeymannschaft er parallel in der Canadian Interuniversity Sport aktiv war.
Von 2002 bis 2006 spielte der Center für die Amsterdam Bulldogs (2005 umbenannt in Amstel Tijgers), in der Eredivisie. Mit Amsterdam gewann er 2003, 2004 und 2005 jeweils das Double aus niederländischen Meistertitel und Pokalsieg. Während der Sommerpause 2006 spielte er für die Newcastle North Stars in der Australian Ice Hockey League (AIHL) und gewann mit seiner Mannschaft den Goodall Cup, den australischen Meistertitel. Zu diesem Erfolg trug er als Topscorer und bester Vorlagengeber der regulären Saison bei. Anschließend wechselte er zur Saison 2006/07 zur zweiten Mannschaft des HC Bozen in die italienische Serie A2. Nach nur einer Saison in dort ging Kars wieder zurück nach Amsterdam und spielte dort in der Eredivisie für seinen Ex-Verein Amstel Tijgers Amsterdam. Im Januar 2008 wechselte er zu Deggendorf Fire in die deutsche Oberliga.
In der Saison 2008/2009 kehrte er wieder zu den Amstel Tijgers Amsterdam zurück. Für diese spielte er bis zu seinem Wechsel zum Ligarivalen Tilburg Trappers im November 2009. Die Saison 2010/11 begann er bei den Zoetermeer Panters, bei denen er Mannschaftskapitän war. Für diese erzielte er in 14 Spielen 21 Scorerpunkte, davon fünf Tore, ehe er innerhalb der Eredivisie zu HYS The Hague wechselte. Mit diesem wurde er am Saisonende erneut niederländischer Meister. In der Saison 2011/12 spielte er für deren Ligarivalen Eindhoven Kemphanen. Nachdem er anschließend bei den Amsterdam G’s auf dem Eis stand, spielte er 2014/15 für die Heerenveen Flyers. 2015 kehrte er nach Den Haag zurück und spielte eine Saison mit dem Klub der sich nunmehr wieder Hijs Hokij Den Haag nennt, in der neugegründeten belgisch-niederländischen BeNe League. Seit 2016 steht er wieder bei den Amstel Tijgers Amsterdam unter Vertrag, mit denen er ebenfalls in der BeNe League spielt.

### International
Für die Niederlande nahm Kars an den Weltmeisterschaften der Division I 2005, 2006, 2007, 2008, 2009, 2010, 2011 und 2012 teil. Zudem trat er für die Niederlande bei den Qualifikationsturnieren zu den Olympischen Winterspielen 2006 in Turin, 2010 in Vancouver, 2014 in Sotschi und 2018 in Pyeongchang an.

## Erfolge und Auszeichnungen
| - 2003 Niederländischer Meister mit den Amstel Tijgers Amsterdam - 2003 Niederländischer Pokalsieger mit den Amstel Tijgers Amsterdam - 2004 Niederländischer Meister mit den Amstel Tijgers Amsterdam - 2004 Niederländischer Pokalsieger mit den Amstel Tijgers Amsterdam - 2005 Niederländischer Meister mit den Amstel Tijgers Amsterdam | - 2005 Niederländischer Pokalsieger mit den Amstel Tijgers Amsterdam - 2006 Goodall-Cup-Gewinn mit den Newcastle North Stars - 2006 Topscorer und meiste Torvorlagen der Australian Ice Hockey League - 2006 Meiste Vorlagen der Australian Ice Hockey League - 2011 Niederländischer Meister mit HYS The Hague |